# Westmont (Pensilvânia)
Westmont é um distrito localizado no estado norte-americano de Pensilvânia, no Condado de Cambria.

## Demografia
Segundo o censo norte-americano de 2000, a sua população era de 5523 habitantes.
Em 2006, foi estimada uma população de 5173, um decréscimo de 350 (-6.3%).

## Geografia
De acordo com o United States Census Bureau tem uma área de
6,1 km², dos quais 6,1 km² cobertos por terra e 0,0 km² cobertos por água.

## Localidades na vizinhança
O diagrama seguinte representa as localidades num raio de 4 km ao redor de Westmont.